# Клатраты
Клатра́ты (от лат. clathratus «обрешеченный, закрытый решеткой») — соединения включения. Клатраты образуются путём включения молекул вещества — «гостя», в полости кристаллической решётки, составленной из молекул другого типа — «хозяев» (решётчатые клатраты), либо в полость одной большой молекулы-хозяина (молекулярные клатраты).
Среди решётчатых клатратов в зависимости от формы полости различают:
- клеточные (криптатоклатраты), напр. клатраты гидрохинона;
- газовые гидраты;
- канальные (тубулатоклатраты), напр. клатраты мочевины, тиомочевины;
- слоистые (интеркалаты), напр. соединения графита;
- кристаллоструктурные, напр. интерметаллиды.

Молекулярные клатраты подразделяют на:
- кавитаты, имеющие полость в виде канала или клетки, напр. соединения циклодекстрина или амилозы с иодом (I2);
- адикулаты, у которых полость напоминает корзину.